# Тверьгражданпроект
«Тверьгражданпрое́кт» — базовая территориальная проектная организация в области строительства, архитектуры и градостроительства Тверской области, проектный институт концерна Росгражданпроект. Полное название — ОАО Проектный институт «Тверьгражданпроект». Располагается по адресу: г. Тверь, Комсомольский проспект, 4/4. 100 % акций института принадлежат Администрации Тверской области в лице департамента управления имуществом Тверской области.

## История
Основан в 1928 году на основании постановления президиума Тверского губисполкома от 29 октября 1928 года приказом по государственной строительной конторе «Тверьстрой» № 27 от 14 декабря 1928 года как проектировочное бюро под руководством инженера М. А. Топунова. В первые году своей работы, коллектив бюро насчитывал 9 человек, которые составили проекты «Дома инженерно-технических работников», реконструкции Драматического театра и надстройки зданий по улице Советская.  
В 1934 году проектировочное бюро было преобразовано в городскую проектно-планировочную мастерскую «Калининпроект» при архитектурно-планировочном управлении главного архитектора города. По проектам архитекторов «Калининпроекта» А. И. Гусарова, Ф. И. Макарова и других, были построены здания на проспекте Чайковского, Тверском проспекте, улицах Правды и Урицкого, Ленинградском шоссе. Контора мастерской располагалась на третьем этаже кинотеатра Звезда. В апреле 1941 года мастерская реоргазована в проектный трест «Облкалининпроект», в 1951 году — в проектную контору «Облпроект». Архитекторам конторы Ф. И. Макарову, Д. Н. Мелчакову, Т. А. Кордюковой, И. П. Изотову, Е. С. Резницкому принадлежат проекты ансамблей монументальных зданий, возведенных в послевоенном Калинине. В 1964 году «Облпроект» был преобразован в проектный институт Калинингражданпроект. К началу 1980-х коллектив института увеличился до 850 человек, для размещения которого было построено новое здание на Комсомольском проспекте. В 1990 году институт переименован в Тверьгражданпроект.

## Основные проекты
Институт разрабатывает генеральные планы городов Тверской области, проекты детальной планировки жилых районов, микрорайонов и кварталов городов, индивидуальные проекты жилых и общественных зданий, сооружений и комплексов, проекты благоустройства.
- Генеральный план г. Удомля
- Генеральный план г. Старица
- Генеральный план пос. Жарковский
- Проект детальной планировки центра г. Калязин,
- Проект детальной планировки центра г. Конаково,
- Проект детальной планировки центра г. Нелидово,
- Проекты застройки района «Юность», «Южный», «Первомайский» в Твери.
- Индивидуальный проект застройки площади Терешковой (архитектор Д. Н. Мелчаков)
- Индивидуальный проект застройки площади Мира (архитектор Т. А. Кордюкова)
- Индивидуальный проект здания библиотеки им. Горького
- Индивидуальный проект здания автовокзала
- Индивидуальный проект здания гостиницы «Тверская»